# Alvardvärgmal
Alvardvärgmal, Trifurcula cryptella är en fjärilsart som först beskrevs av Henry Tibbats Stainton 1856. Alvardvärgmal ingår i släktet Trifurcula, och familjen dvärgmalar, Nepticulidae. Enligt den svenska rödlistan är arten nära hotad i Sverige. Arten förekommer sällsynt och mycket lokalt i Sverige och förekommer längs Västkusten samt Närke och på Öland och Gotland. Artens livsmiljö är torra, öppna marker, t.ex. hårt brukade marker, ruderatmarker eller vägkanter. Inga underarter finns listade i Catalogue of Life.

## Bilder

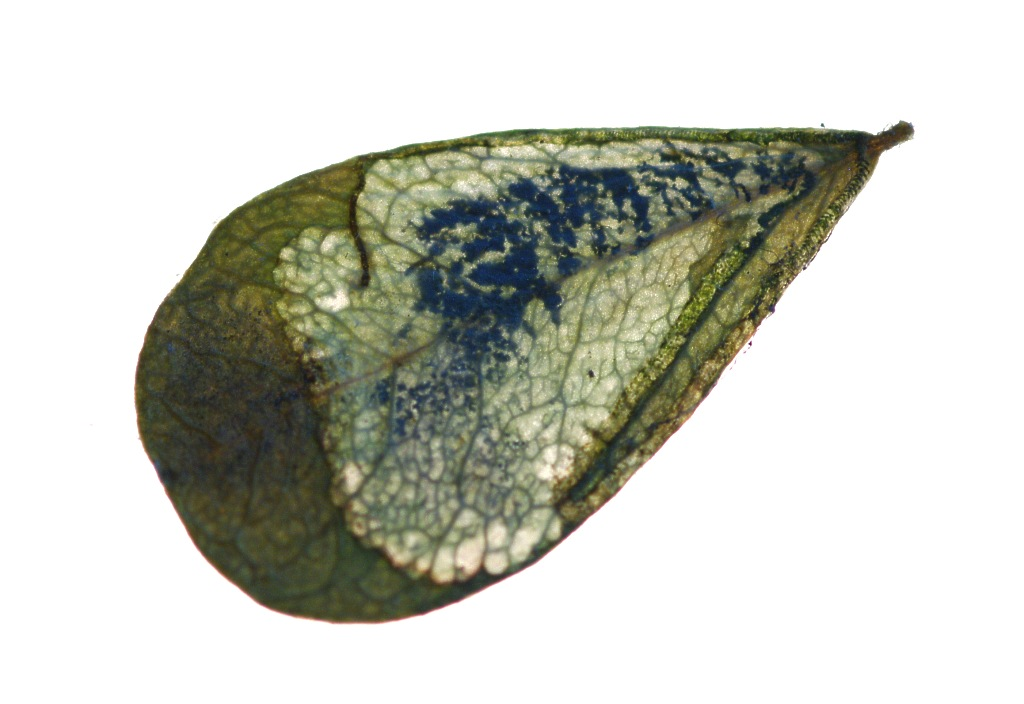
Äldre mina
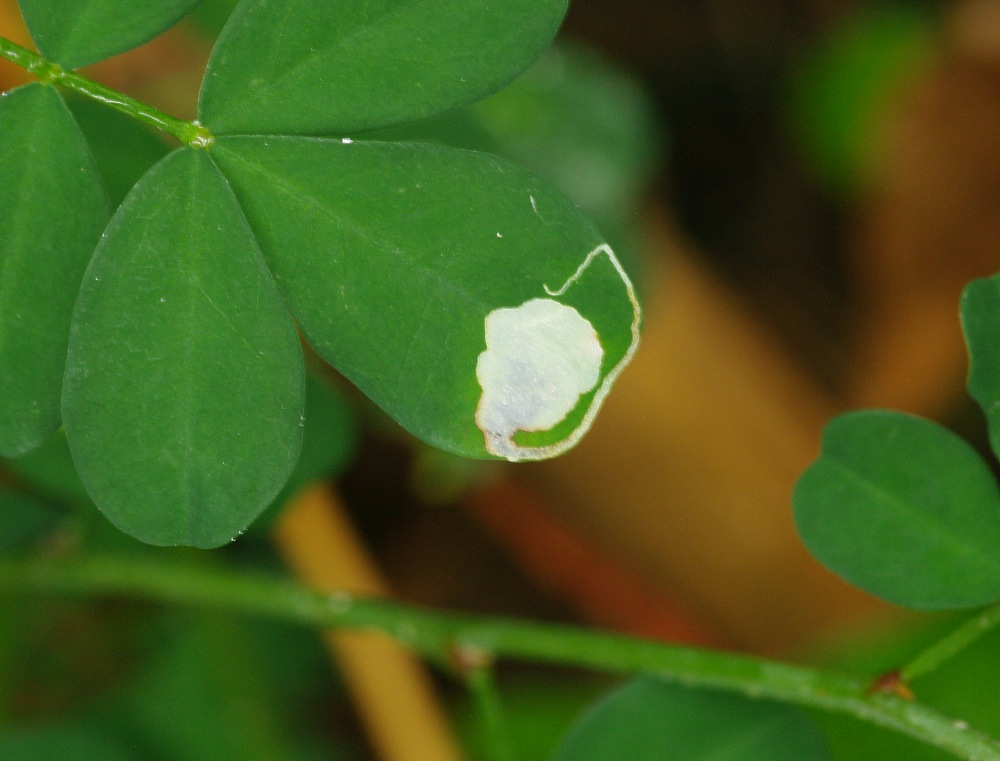
Färsk mina